# Calloporidae
Calloporidae zijn een familie van mosdiertjes (Bryozoa) uit de orde van de Cheilostomatida. De wetenschappelijke naam ervan werd in 1903 voor het eerst geldig gepubliceerd door Norman.

## Geslachten
- Adenifera Canu & Bassler, 1917
- Alderina Norman, 1903
- Allantocallopora d'Hondt & Schopf, 1985
- Allantopora Lang, 1914
- Ammatophora Norman, 1903
- Amphiblestrum Gray, 1848
- Apiophragma Hayward & Ryland, 1993
- Aplousina Canu & Bassler, 1927
- Barrosia Souto, Reverter-Gil & Fernández-Pulpeiro, 2010
- Bidenkapia Osburn, 1950
- Bryocalyx Cook & Bock, 2000
- Callopora Gray, 1848
- Cauloramphus Norman, 1903
- Cavalliella Gordon, 2014
- Clavodesia Harmelin & d'Hondt, 1992
- Concertina Gordon, 1986
- Copidozoum Harmer, 1926
- Corbulella Gordon, 1984
- Cranosina Canu & Bassler, 1933
- Crassimarginatella Canu, 1900
- Flustrellaria d'Orbigny, 1853
- Hemiseptella Levinsen, 1909
- Leptinatella Cook & Bock, 2000
- Marssonopora Lang, 1914
- Megapora Hincks, 1877
- Membraniporidra Canu & Bassler, 1917
- Olisthella Gordon & Taylor, 2017
- Onychoblestrum Gordon, 1984
- Parellisina Osburn, 1940
- Platypyxis De Blauwe & Gordon, 2014
- Pyriporoides Hayward & Thorpe, 1989
- Ramphonotus Norman, 1894
- Recapitulator Gordon, 2014
- Septentriopora Kukliński & Taylor, 2006
- Tegella Levinsen, 1909
- Valdemunitella Canu, 1900
- Xylochotridens Hayward & Thorpe, 1989

Niet geaccepteerde geslachten:
- Daisyella Gordon, 1989 → Pyriporoides Hayward & Thorpe, 1989
- Gramella Canu, 1917 → Crassimarginatella Canu, 1900
- Grammella Canu, 1917 → Crassimarginatella Canu, 1900
- Oochilina Norman, 1903 → Crassimarginatella Canu, 1900
- Pyrulella Harmer, 1926 → Valdemunitella Canu, 1900
- Rhynchotella Canu, 1900 → Amphiblestrum Gray, 1848